# Джурджуская епархия
Джурджуская епархия (рум. Episcopia Giurgiului) — епархия Румынской православной церкви с центром в городе Джурджу. Входит в состав Митрополии Мунтении и Добруджи. Объединяет приходы и монастыри жудеца Джурджу.
Правящий архиерей — епископ Джурджуский Амвросий (Мелякэ) (с 9 апреля 2006 года).
Приходы епархии разделены на четыре благочиния (Джурджу, Болинтин, Хотареле, Михэйлешти).

## История
20 января 2000 года на заседании Епархиального собрания Бухарестской архиепископии было приняло решение об образовании на части своей канонической территории новой епархии с кафедрой в городе Джурджу, юрисдикция которой распространяется на жудец Джурджу (регион Южная Мунтения). 23 февреля 2000 года Священный Синод Румынской православной церкви одобрил это решение. 8 февраля 2006 года первым епископом Джурджуским избран викарный епископ Синайский Амвросий (Мелякэ). Тогда же Успенская церковь в городе Джурджу получила статус кафедрального собора. 9 апреля того же года в Успенском соборе города Джурджу состоялось его возведение на кафедру.

## Монастыри
- Монастырь Комана
- Скит Покрова Пресвятой Богородицы
- Монастырь Святого Георгия
- Скит Святого Николая
- Благовещенский монастырь
- Скит Делта-Няжловулуй
- Моанстырь Святого Иоанна Русского
- Скит Барбу-Белу
- Монастырь Стрымбу-Гэйсени
- Монастырь в честь иконы Божией Матери «Живоносный источник»

## Архиереи
- Амвросий (Мелякэ) (с 9 апреля 2006 года)